# Pidțurkiv, Zdolbuniv
Pidțurkiv (în ucraineană Підцурків) este un sat în comuna Hlînsk din raionul Zdolbuniv, regiunea Rivne, Ucraina.

## Demografie
Componența lingvistică a localității Pidțurkiv
     Ucraineană (100%)
Conform recensământului din 2001, toată populația localității Pidțurkiv era vorbitoare de ucraineană (100%).